# Ащев, Андрей Викторович
Андрей Викторович Ащев (10 мая 1983, Будённовск) — российский волейболист, центральный блокирующий. Двукратный чемпион Европы, мастер спорта международного класса.

## Биография
Андрей Ащев — воспитанник спортивной школы Будённовска и тренера Валерия Владиславовича Поцелуева. Профессиональную карьеру начал в 1999 году в команде высшей лиги «Б» «Кавказтрансгаз-Спартак» из Георгиевска.
В апреле 2001 года в составе юниорской сборной России выиграл золотую медаль на проходившем в Чехии чемпионате Европы и был признан самым ценным игроком турнира. В том же году получил предложение продолжить карьеру в Москве и подписал контракт с клубом МГТУ-«Лужники». Начав сезон-2001/02 во второй команде, Ащев по его ходу привлекался к матчам основной команды в Лиге чемпионов и чемпионате России, а со следующего сезона вошёл в стартовую шестёрку МГТУ.
В 2002—2003 годах выступал за молодёжную сборную России на чемпионате Европы в Польше и чемпионате мира в Тегеране. Осенью 2003 года был дозаявлен в состав московского «Динамо», в сезоне-2004/05 вместе с бывшим одноклубником и партнёром по амплуа Александром Волковым выступал за «Луч», а в сезоне-2005/06 защищал цвета «Факела».
Большой известности Андрей Ащев добился по выступлениям за новосибирский «Локомотив», где провёл шесть сезонов, выполняя функции капитана команды, в 2010 и 2011 годах становился обладателем Кубка России. В сезоне-2012/13 выступал за «Урал», в составе которого выиграл серебряные медали Кубка вызова и чемпионата России. В мае 2013 года объявил о подписании двухлетнего контракта с краснодарским «Динамо».
По итогам чемпионата России 2008/09 годов Андрей Ащев имел второй показатель в Суперлиге по количеству очков на блоке (91 в 32 матчах), в сезоне 2011/12 — третий (74 очка в 22 матчах), а в следующем году показал лучшую результативность в этом элементе (122 в 35 матчах) и впервые в карьере получил вызов в сборную России.
7 июня 2013 года в Калининграде Андрей Ащев дебютировал в национальной команде, выйдя в стартовом составе матча Мировой лиги против Ирана. Всего за сезон провёл 12 матчей за сборную, стал победителем Мировой лиги и чемпионата Европы, серебряным призёром Всемирного Кубка чемпионов.
Весной 2014 года Ащев не смог доиграть чемпионат России в краснодарском «Динамо» и не попал в заявку сборной страны на Мировую лигу из-за травмы, полученной во втором матче серии плей-офф против «Кузбасса». По окончании сезона перешёл в казанский «Зенит». 
В розыгрыше Мировой лиги 2015 года Андрей Ащев был капитаном сборной России, но по её завершении покинул расположение команды из-за рецидива травмы. В ноябре того же года стал капитаном казанского «Зенита» и вскоре вернулся в сборную, в составе которой выиграл европейский олимпийский отборочный турнир в Берлине. В августе 2016 года выступал на Олимпийских играх в Рио-де-Жанейро. 
В каждом из трёх сезонов, проведённых в составе казанского «Зенита», Андрей Ащев становился чемпионом России, обладателем Кубка страны и победителем Лиги чемпионов. В 2017 году перешёл в новообразованный клуб «Зенит» (Санкт-Петербург). В том же году в составе сборной России во второй раз стал чемпионом Европы.

## Достижения

### Со сборными
- Чемпион Европы (2013, 2017).
- Победитель Мировой лиги (2013).
- Серебряный призёр Всемирного Кубка чемпионов (2013).
- Чемпион Европы среди юношей (2001).

### С клубами
- Чемпион России (2014/15, 2015/16, 2016/17), серебряный призёр чемпионата России (2001/02, 2003/04, 2012/13, 2017/18).
- Обладатель Кубка России (2010, 2011, 2014, 2015, 2016), финалист Кубка России (2003, 2009, 2018, 2019).
- Обладатель Суперкубка России (2015, 2016).
- Победитель Лиги чемпионов (2014/15, 2015/16, 2016/17).
- Финалист Кубка вызова (2012/13).
- Финалист клубного чемпионата мира (2016).
- Участник Матчей звёзд России (2011, 2013, февраль 2014).